# IHL Man of the Year
Der IHL Man of the Year war eine Eishockeytrophäe der International Hockey League. Die Trophäe wurde ab der Saison 1992/93 bis zur Auflösung der Liga 2001 jährlich an denjenigen Spieler vergeben, der sich durch besonderes Engagement in der Gesellschaft auszeichnete. Die Trophäe war auch als I. John Snider, II trophy bekannt.

## Gewinner der Auszeichnung
| Jahr    | Gewinner         | Team                |
| ------- | ---------------- | ------------------- |
| 2000/01 | Wendell Young    | Chicago Wolves      |
| 1999/00 | Pat MacLeod      | Cincinnati Cyclones |
| 1998/99 | Chris Marinucci  | Chicago Wolves      |
| 1997/98 | Rod Miller       | Utah Grizzlies      |
| 1996/97 | Tim Breslin      | Chicago Wolves      |
| 1995/96 | Graeme Townshend | Houston Aeros       |
| 1994/95 | Mike MacWilliam  | Denver Grizzlies    |
| 1993/94 | Terry Ficorelli  | –                   |
| 1992/93 | Robbie Nichols   | San Diego Gulls     |